# 水口清郁
水口 清郁（みなくち きよくに）は、江戸時代後期の地下官人。

## 概要
父の院蔵人所衆・大石信敬は雅楽助・身人部茂清の子で、藤原信任・右将監藤原信友女夫妻の養子となって大石氏を継承している。
文化元年（1804年）5月3日には28歳で従六位下・左府生に叙任された。同5年4月1日には東宮帯刀に補任され、同9年（1812年）3月14日には従六位上・左将曹に叙任された。
文政2年（1820年）12月18日には正六位下に叙され、文政7年（1824年）7月16日には院近衛代に任じられ、翌年の7月19日には左近将監に転じ、7月20日には再び院近衛代へと還補している。文政9年（1826年）12月19日には正六位上に、天保5年（1834年）4月16日には従五位下に叙され、天保12年（1841年）4月14日に64歳で死去した。